# En gåtfull vänskap
En gåtfull vänskap är en roman av den japanska författaren Yoko Ogawa utgiven 2003.
Romanen handlar om en ung kvinna som börjar arbeta som hemhjälp åt en äldre matematikprofessor. Denne har efter en olycka drabbats av en hjärnskada och kan bara minnas de senaste åttio minuterna av sitt liv. En vänskap växer fram mellan de båda, och mellan kvinnans tioårige son och professorn, som introducerar dem för matematikens sällsamma värld.
Romanen har sålts i över fyra miljoner exemplar i Japan och filmatiserades 2006 av Takashi Koizumi.